# Guillaume Amontons
Guillaume Amontons, francoski fizik in izumitelj, * 31. avgust 1663, Pariz, Francija, † 11. oktober 1705, Pariz.
Amontons je izboljšal barometer, higrometer in termometer. Leta 1702 je odkril plinski zakon za idealni plin, ki se imenuje po njem Amontonsov zakon ali tudi Grahamov zakon.

## Priznanja

### Poimenovanja
Po njem se imenuje krater Amontons na Luni.